# HD 5015
HD 5015, eller HR 244 och Gliese 41,  är en gulvit stjärna i huvudserien i stjärnbilden Cassiopeja.
Den har visuell magnitud +4,80 och är synlig för blotta ögat vid normal seeing.